# Valley View (Texas)
Valley View és una població dels Estats Units a l'estat de Texas. Segons el cens del 2000 tenia 737 habitants.

## Demografia
Segons el cens del 2000, Valley View tenia 737 habitants, 270 habitatges, i 216 famílies. La densitat de població era de 123,2 habitants per km².
Dels 270 habitatges en un 0% hi vivien nens de menys de 18 anys, en un 62,6% hi vivien parelles casades, en un 14,8% dones solteres, i en un 20% no eren unitats familiars. En el 17,8% dels habitatges hi vivien persones soles el 7,8% de les quals corresponia a persones de 65 anys o més que vivien soles. El nombre mitjà de persones vivint en cada habitatge era de 2,73 i el nombre mitjà de persones que vivien en cada família era de 3,1.
Per edats la població es repartia de la següent manera: un 0% tenia menys de 18 anys, un 8% entre 18 i 24, un 30% entre 25 i 44, un 21,8% de 45 a 60 i un 10,4% 65 anys o més.
L'edat mediana era de 34 anys. Per cada 100 dones de 18 o més anys hi havia 84,3 homes.
La renda mediana per habitatge era de 48.500 $ i la renda mediana per família de 51.875 $. Els homes tenien una renda mediana de 39.167 $ mentre que les dones 24.107 $. La renda per capita de la població era de 18.204 $. Aproximadament el 7,9% de les famílies i el 10% de la població estaven per davall del llindar de pobresa.

## Poblacions més properes
El següent diagrama mostra les poblacions més properes.